# Chicão (futbolista nacido en 1949)
Francisco Jesuíno Avanzi (Piracicaba, Brasil, 30 de enero de 1949-São Paulo, Brasil, 8 de octubre de 2008), más conocido como Chicão, fue un jugador y entrenador de fútbol brasileño. En su etapa como jugador profesional se desempeñaba como centrocampista defensivo.

## Fallecimiento
Murió el 8 de octubre de 2008 a la edad de 59 años, debido a un cáncer de esófago.

## Selección nacional
Fue internacional con la selección de fútbol de Brasil en 9 ocasiones. Formó parte de la selección que obtuvo el tercer lugar en la Copa del Mundo de 1978.

### Participaciones en Copas del Mundo
| Mundial                        | Sede      | Resultado    | Partidos | Goles |
| ------------------------------ | --------- | ------------ | -------- | ----- |
| Copa Mundial de Fútbol de 1978 | Argentina | Tercer lugar | 3        | 0     |

### Participaciones en Copas América
| Copa              | Sede          | Resultado    |
| ----------------- | ------------- | ------------ |
| Copa América 1979 | Sin sede fija | Tercer lugar |

## Clubes

### Como jugador
| Club                               | País   | Año       |
| ---------------------------------- | ------ | --------- |
| XV de Piracicaba                   | Brasil | 1968      |
| União Barbarense                   | Brasil | 1968      |
| XV de Piracicaba                   | Brasil | 1969-1970 |
| São Bento                          | Brasil | 1971      |
| Ponte Preta                        | Brasil | 1972-1973 |
| São Paulo                          | Brasil | 1973-1979 |
| Atlético Mineiro                   | Brasil | 1980-1981 |
| Santos                             | Brasil | 1981-1982 |
| → Londrina (cedido)                | Brasil | 1982      |
| Botafogo-SP                        | Brasil | 1983      |
| Corinthians de Presidente Prudente | Brasil | 1984      |
| Mogi Mirim                         | Brasil | 1984-1985 |
| Goiás                              | Brasil | 1985      |
| Lemense                            | Brasil | 1986      |

### Como entrenador
| Club             | País   | Año  |
| ---------------- | ------ | ---- |
| XV de Piracicaba | Brasil | ¿-?  |
| Independente-SP  | Brasil | ¿-?  |
| Montenegro       | Brasil | 2001 |

## Palmarés

### Campeonatos regionales
| Título                       | Club             | País   | Año  |
| ---------------------------- | ---------------- | ------ | ---- |
| Campeonato Paulista          | São Paulo        | Brasil | 1975 |
| Campeonato Mineiro           | Atlético Mineiro | Brasil | 1980 |
| Campeonato Paulista Série A2 | Mogi Mirim       | Brasil | 1985 |

### Campeonatos nacionales
| Título  | Club      | País   | Año  |
| ------- | --------- | ------ | ---- |
| Serie A | São Paulo | Brasil | 1977 |